# ميخائيل فيليبس (منتج أفلام)
ميخائيل فيليبس (بالإنجليزية: Michael Phillips)‏ هو منتج أفلام أمريكي، ولد في 29 يونيو 1943 في بروكلين في الولايات المتحدة.

## وصلات خارجية
- ميخائيل فيليبس على موقع IMDb (الإنجليزية)
- ميخائيل فيليبس على موقع قاعدة بيانات الفيلم (الإنجليزية)